# Ezkerreko Mugimendu Abertzalea
Ezkerreko Mugimendu Abertzalea (EMA, Movimiento Patriota de Izquierdas) fue un partido político del País Vasco francés de ideología abertzale y socialista. Fundado en noviembre de 1985 por militantes provenientes de Herri Taldeak y de otros grupos de izquierda. Movimiento político autónomo, tuvo acercamientos estratégicos con el grupo armado Iparretarrak y el círculo de opinión de la revista Ekaitza, si bien mantuvo su independencia ideológica respecto a los anteriores mostrándose crítico en ocasiones con algunas acciones de la lucha armada. En 2001 la mayor parte del partido se disolvió dentro de Abertzaleen Batasuna (AB).
Frente a la postura de Eusko Alkartasuna (que rechazaba tajantemente la lucha armada) y de Euskal Batasuna (que no veía conveniente el ejercicio de la violencia en el País Vasco francés dada la situación de precariedad política del nacionalismo vasco allí), EMA era partidario de no descartar ninguna vía. Por otro lado, EMA defendió la abstención en el referéndum sobre el Tratado de Maastricht del 20 de septiembre de 1992, mientras que EA y EB pidieron el voto favorable. Estas discrepancias no impidieron que EMA estableciera acuerdos con dichos partidos.
En las elecciones cantonales del 22 y 29 de marzo de 1992 se presentó bajo las siglas del Mouvement Unitaire Abertzale (MUA), producto de un acuerdo político con Euskal Batasuna (EB), partido cercano a Herri Batasuna. En las elecciones generales francesas de 1993 se presentó en coalición junto con EB y Eusko Alkartasuna (EA) bajo las siglas de Abertzaleen Batasuna. Más tarde, en 1994, firmó junto con Herri Batasuna, Euskal Batasuna y Herriaren Alde un acuerdo de colaboración para defender los objetivos de la izquierda abertzale.